# Gordon Brown
James Gordon Brown, född 20 februari 1951 i Giffnock, East Renfrewshire, Skottland, var Labour Partys partiledare och Storbritanniens premiärminister mellan den 27 juni 2007 och den 11 maj 2010.
Brown har läst och doktorerat vid University of Edinburgh. Han blev medlem av parlamentet 1983, och var finansminister (1997–2007) innan han 2007 efterträdde Tony Blair som premiärminister och partiledare för Labour, en post som han besatt fram till sin avgång 2010.

## Biografi
Gordon Brown föddes i Giffnock i East Renfrewshire, men växte huvudsakligen upp i industristaden Kirkcaldy, som den andra sonen av tre till prästen John Brown och dennes hustru Elizabeth. Under hans uppväxt drabbades staden av massiv arbetslöshet vilket ledde till omfattande fattigdom, vilket berörde och engagerade hans far djupt. Vid tio års ålder började Gordon Brown high school, och var som femtonåring en av de yngsta att inskrivas vid Edinburgh University under hela efterkrigstiden. En ögonsjukdom försenade dock fullföljandet av studierna, och i samband med en olycka i rugby denna tid är han blind på ett öga. 1972 blev han vald till Rector of the University of Edinburgh.
Gordon Brown gifte sig år 2000 med Sarah Macaulay. Tillsammans har de två söner, John och James Fraser, födda 2003 och 2006. Deras förstfödda, Jennifer Jane, dog i början av 2002 då hon endast var tio dagar gammal.
Strax innan Gordon Brown tillträdde som premiärminister 2007, utkom han med en bok om sin syn på politiskt mod, Courage: Eight Portraits, där han porträtterar åtta personer vilkas mod och civilkurage han beundrar och har som förebild - modet, skriver han, är också den högsta av dygderna. Dessa personer är Aung San Suu Kyi, Dietrich Bonhoeffer, Raoul Wallenberg, Martin Luther King, Robert Kennedy, Nelson Mandela, samt två jämförelsevis okända britter: sjuksköterskan Edith Cavell och läkaren Cicely Saunders. Andra böcker han har skrivit behandlar Labourpartiets tidiga idéhistoria (Values, Visions and Voices), samt fattigdom och ojämlikhet som fenomen (The Real Divide).

## Tidig politisk karriär
Sedan studentåren hade Brown varit aktiv politiskt och blivit medlem av Labour, och han invaldes i parlamentets underhus för valkretsen Dunfermline East, Fife, vid valet 1983, där han särskilt ägnade sig åt arbetslösheten. Han lärde då känna Tony Blair, och de skulle komma att utveckla en nära vänskap. Från valet 2005 representerade han i stället valkretsen Kirkcaldy i Fife. Brown lämnade underhuset 2015.
År 1985 blev Brown oppositionens talesman i handels- och industrifrågor. Därefter blev han skugg-skatteminister innan han 1992 blev skugg-finansminister. När Labours partiledare John Smith plötsligt dog 1994 var han tippad som ny partiledare, men steg åt sidan och var en av de starkaste stöden till att Tony Blair fick posten.

## Finansminister

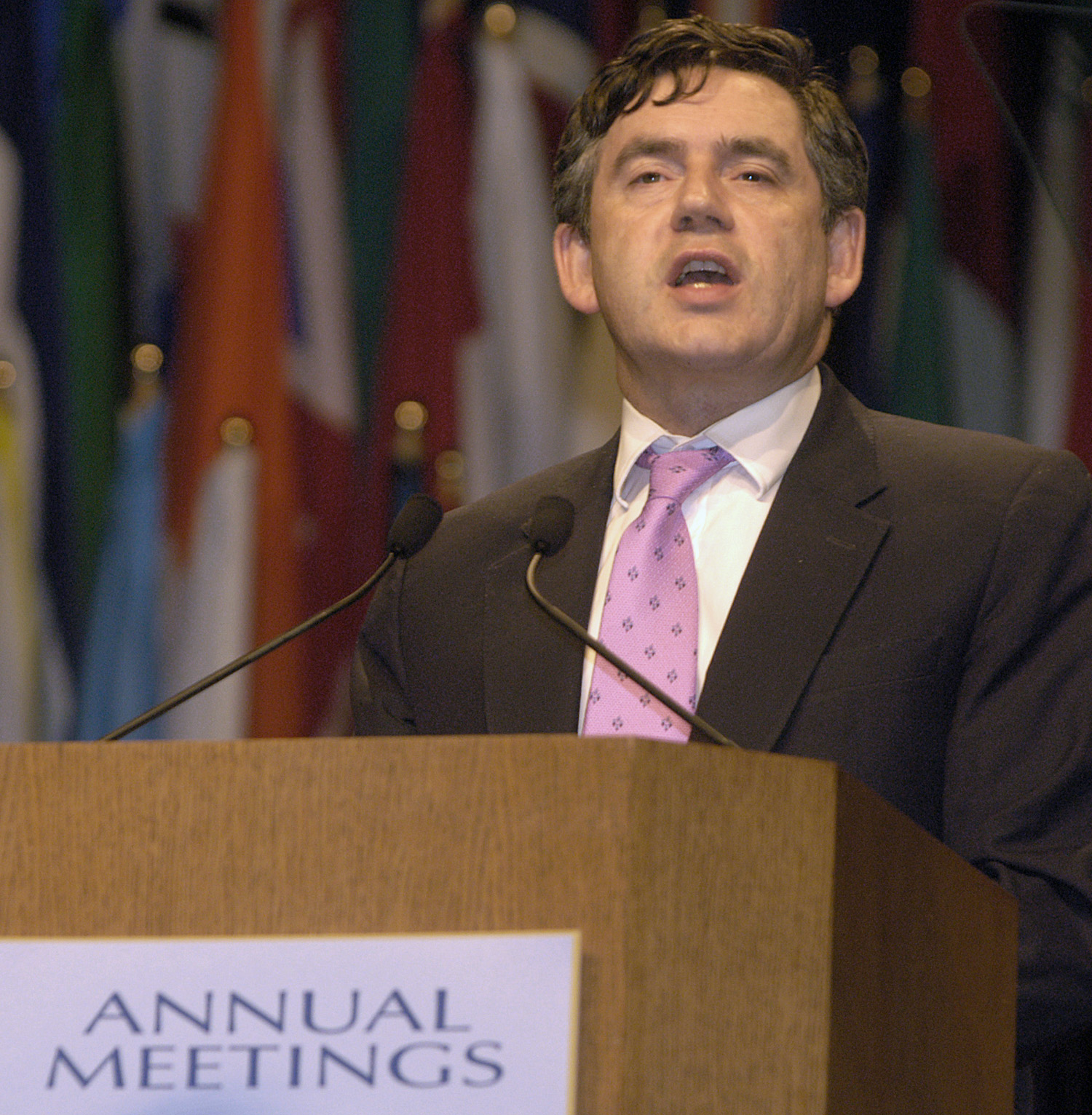
Gordon Brown talar vid ett möte med internationella valutafonden 2002.

Efter att Labour vunnit valet 1997 utsågs Brown av den nye premiärministern Tony Blair till finansminister, en post han innehade under hela Blairs tid som premiärminister. Som finansminister gav Brown omedelbart centralbanken Bank of England en självständig roll. Han verkade i ämbetet för att minska fattigdomen bland världens barn och hejda klimatförändringarna. 
Brown sålde 60 procent av Storbritanniens guldreserv mellan 1999 och 2002 när guldpriset låg på 20 års lägsta. Därefter har guldpriset närmast tredubblats och Storbritannien som en direkt följd förlorat £ 2 000 000 000  Han sänkte inkomstskatterna och skatter för företag. Dock medförde hans sista budget 2007 höjd skatt för fem miljoner personer.

## Premiärminister och partiledare
Den 24 juni 2007 lämnade Tony Blair över premiärminister- och partiledarposten till Gordon Brown.
Vid parlamentsvalet den 6 maj 2010 förlorade Labour nära 100 platser och inget parti fick egen majoritet. Som en följd av detta meddelade Brown den 10 maj att han planerade att avgå som partiledare för Labour i september samma år. Redan dagen därpå, den 11 maj, avgick han emellertid både som premiärminister och partiledare med omedelbar verkan. Han efterträddes som partiledare av vice partiledaren Harriet Harman som blev tillförordnad.